# Aéroport de Klawock
L'aéroport de Klawock est un aéroport situé près de Klawock, sur l'île du Prince-de-Galles.

## Situation
| Anchorage Aniak Bethel Deadhorse Dillingham Fairbanks Galena Homer Juneau Kenai Ketchikan King Salmon Klawock Kodiak Kotzebue Lake Hood Cordova Merrill Nome Petersbourg Red Dog Sitka St. Mary's Teller Unalakleet Unalaska Valdez Wiley Post Wrangell Yakutat |